# Eretan Wetan
Eretan Wetan is een bestuurslaag in het regentschap Indramayu van de provincie West-Java, Indonesië. Eretan Wetan telt 11.122 inwoners (volkstelling 2010).